# Family Favourites
Family Favourites è un romanzo storico di Alfred Duggan, pubblicato nel 1960.
Il centurione Durazio, di origine picta, uccide ad Immae l'imperatore romano Macrino e per primo acclama imperatore il giovanissimo Eliogabalo, di cui racconterà la storia.

## Personaggi
- Durazio
- Eliogabalo
- Macrino
- Giulia Mesa
- Giulia Soemia
- Giulia Mamea
- Gordio
- Ierocle